# Ive (band)
Ive (Hangul: 아이브), ook gestileerd als IVE, is een Zuid-Koreaanse K-popgroep die bestaat uit zes meisjes.

## Geschiedenis
De groep werd in 2021 opgericht door de Zuid-Koreaanse platenmaatschappij Starship Entertainment en bestaat uit groepshoofd Yujin (유진), Gaeul (가을), Rei (레이), Wonyoung (원영), Liz (리즈) en Leeseo (이서). De naam van de groep is de samentrekking van ‘I have’ (ik heb) en verwijst naar het idee om met vertrouwen aan het publiek te laten zien wat ‘ik heb’.
Ive debuteerde op 1 december 2021 met hun eerste singlealbum genaamd Eleven met dezelfde naam als titelsong. Op 5 april 2022 kwam hun tweede singlealbum Love Dive uit, samen met de gelijknamige single. Het eerste studioalbum I've Ive kwam uit op 10 april 2023 en bereikte de eerste plaats in de Circle Album Chart, de Zuid-Koreaanse hitlijst, met bijna 1,4 miljoen verkochte albums in de eerste week van het debuut.
- International Standard Name Identifier: 0000 0005 0606 8898
- MusicBrainz: b2f2216a-d7a9-4ce0-8b8f-f494d9a8c196